# Тончо Михайлов
Тончо Янков Михайлов е български полицай, генерал-майор от МВР.

## Биография
Роден е на 12 януари 1956 г. в Стара Загора. От 27 юни 2003 г. е генерал-майор от МВР. До 2009 г. е директор на РДВР-Стара Загора, когато се пенсионира по собствено желание.